# 楠特伊昂瓦莱
楠特伊昂瓦莱（法語：Nanteuil-en-Vallée，法語發音：[nɑ̃tœj ɑ̃ vale]，意为“谷地中的楠特伊”）是法国夏朗德省的一个市镇，属于孔福朗区。

## 地理
楠特伊昂瓦莱（46°0'4"N, 0°19'25"E）面积68.85 平方千米，位于法国新阿基坦大区夏朗德省，该省份为法国西部内陆省份，北起德塞夫勒省和维埃纳省，东临上维埃纳省，东南至多尔多涅省，南至多爾多涅省，西接滨海夏朗德省。
与楠特伊昂瓦莱接壤的市镇（或旧市镇、城区）包括：巴罗、比乌萨克、勒布沙日、香槟穆通、沙谢克、普尔萨克、圣乔治、圣古尔松、泰泽艾济、夏朗德河畔韦尔特伊、旧吕费克、热努耶、利藏。

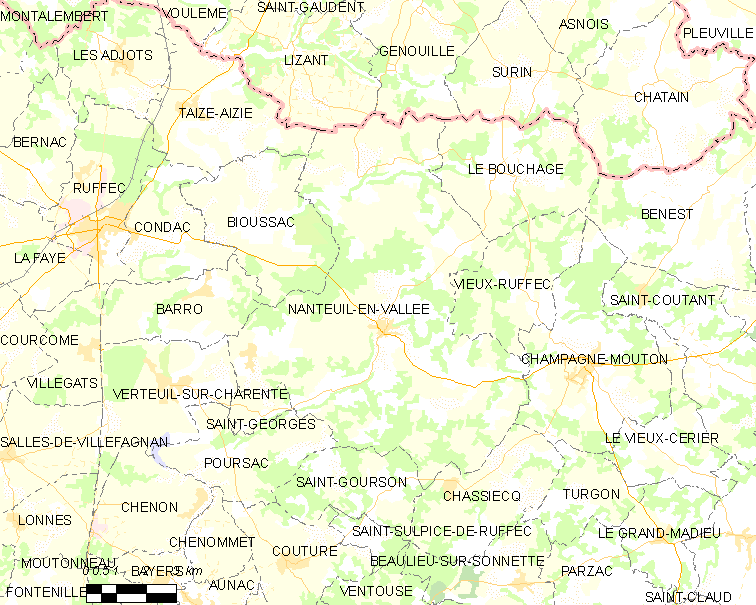
楠特伊昂瓦莱的OSM定位图

楠特伊昂瓦莱的时区为UTC+01:00、UTC+02:00（夏令时）。

## 行政
楠特伊昂瓦莱的邮政编码为16700，INSEE市镇编码为16242。

## 政治
楠特伊昂瓦莱所属的省级选区为夏朗德北县。

## 人口

1962-2008年间楠特伊昂瓦莱人口变化图示

楠特伊昂瓦莱于2022年1月1日时的人口数量为1357人。